# 용검
용검(龍劍, ?~936년 음력 9월)은 후백제 국왕 견훤의 셋째 아들이다.

## 생애
본래에는 신라의 광주광역시 무주(武州)의 도독(都督)을 지내고 있었다.
935년, 아버지 견훤이 적장자인 첫째 아들 신검 대신에 서자인 금강을 왕태자로 삼으려 한다는 사실을 알고는 신검과 양검, 능환 등과 반란을 일으켜 금강을 살해하고, 견훤을 금산사에 강제 유폐시켰다. 이후 신검이 왕위에 올랐고, 용검은 직위를 유지하였다.
936년, 견훤이 고려로 망명했다가 고려 태조와 함께 군사를 이끌고 공격해오자 반발하였다. 그러나 박영규를 비롯한 많은 장수들이 싸우기도 전에 고려에 투항했기 때문에 전세가 불리했다. 결국 마지막 전투인 일리천 전투에서 고려군에 대패하여 신검, 양검 등과 함께 사로잡혔다.
이후 반란을 일으킨 죄로 양검과 함께 징벌되어 신라의 진주에 유배를 갔다가 사형당했다.

## 가족 관계
- 조부 : 아자개(阿慈介, ? ~935)
- 조모 : 상원부인(上院夫人, ?~?)
- 부왕 : 견훤(甄萱 867~936 재위:892~935)
- 모후 : 왕후 박씨(王後 朴氏,  ?~?)
  - 태자 : 견용검(甄龍劍, ?~936)

## 견용검이 등장하는 작품

### TV 드라마
- 《태조 왕건》(KBS, 2000년~2002년, 배우: 강인기)
- 《제국의 아침》(KBS, 2002년~2003년, 배우: 강인기)

## 참고 문헌
- 삼국사기(三國史記)
- 삼국유사(三國遺事)
- 고려사(高麗史)
- 고려사절요(高麗史節要)